# Hamis Kiggundu
Hamis Kiggundu (nacido el 10 de febrero de 1984), comúnmente conocido como Ham, es un empresario, abogado y autor ugandés. Es el director general del Grupo de Empresas Ham, y ha escrito dos libros: Success and Failure Based on Reason and Reality (2018) y Reason as the World Masterpiece (2021).
En mayo de 2025, Hamis fue listado entre los ugandeses más ricos por patrimonio neto. Su fortuna se estima en 1.020 millones de dólares.
En marzo de 2020, Kiggundu fue protagonista en los medios ugandeses por su batalla legal contra el Diamond Trust Bank (Uganda). Alegó que el banco lo defraudó por más de 30 millones de dólares durante 10 años.
En octubre de 2020, Kiggundu ganó el caso y el Tribunal Superior de Uganda ordenó al banco devolver 34,29 mil millones de chelines ugandeses y 23,4 millones de dólares estadounidenses, con un 8% adicional por costos legales.
En noviembre de 2023, este conflicto legal fue resuelto amistosamente fuera de los tribunales. Ham y Nasim Devji, CEO del Grupo DTB, acordaron retirar todos los procesos judiciales.

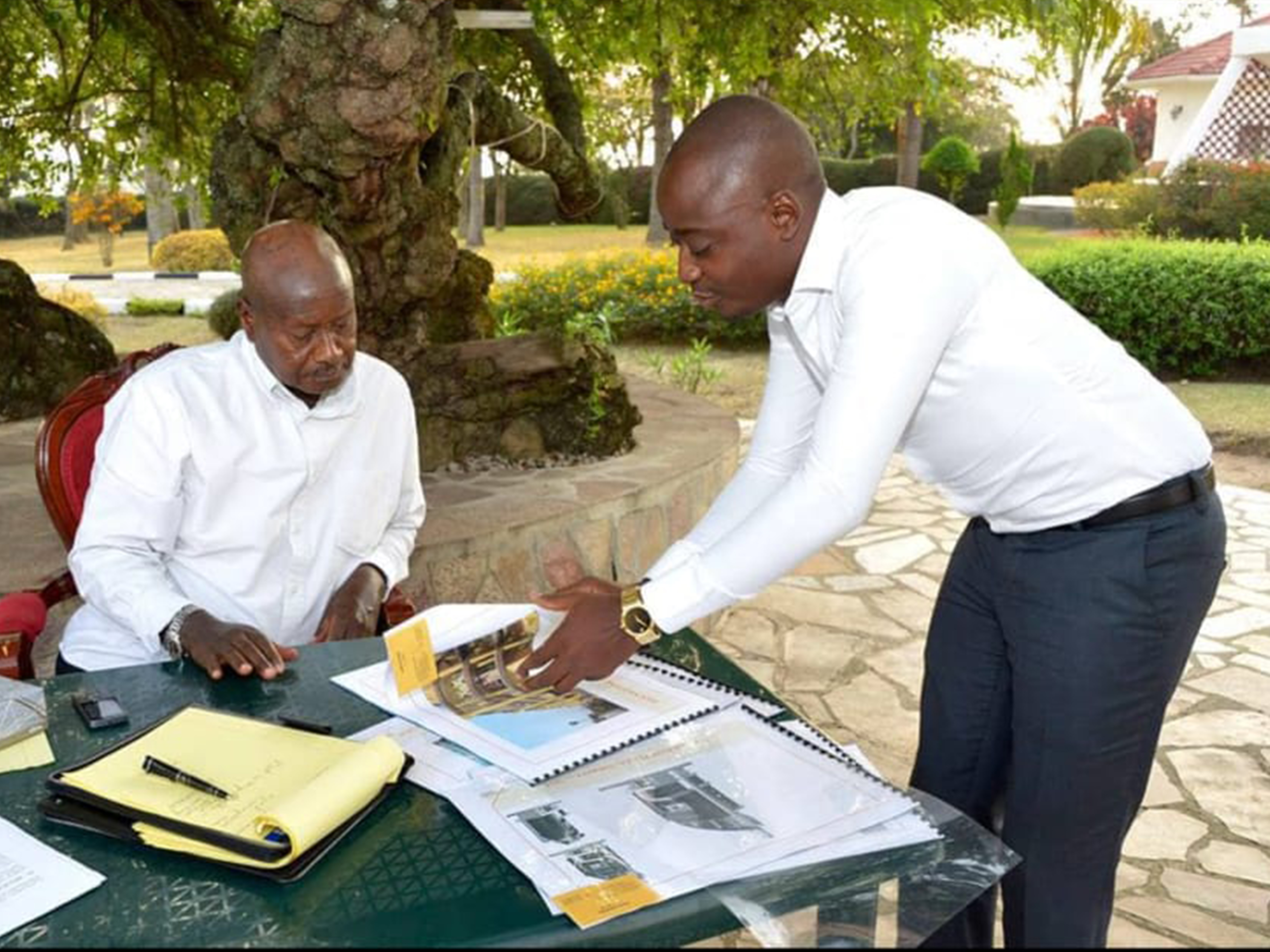
Kiggundu presenta propuesta de remodelación del estadio Nakivubo al presidente Museveni en 2015

En 2015, Kiggundu recibió una directiva presidencial para renovar el Estadio Nakivubo mediante una Asociación público-privada con el gobierno de Uganda. Las obras iniciaron en 2017. El nuevo estadio, con capacidad para 35,000 personas, fue inaugurado en abril de 2024 por el presidente Museveni.

## Infancia y educación
Kiggundu nació el 10 de febrero de 1984 en Kalungu, Distrito de Masaka. Es hijo de Haruna Segawa, empresario del sector inmobiliario en Kampala. Estudió en Masaka, luego en Kabojja International School y se graduó en la Universidad de Makerere con una licenciatura en Derecho.

### Religión
Kiggundu nació y fue criado en una familia Musulmana. Ha descrito al Islam como "el logro más alto de una vida".

## Carrera empresarial e intereses
Hamis comenzó su trayectoria empresarial en 2005 como comerciante de ropa. Solía apoyar a su padre, el Hajji Segawa, en su tienda textil, donde aprendió los principios básicos del negocio. Durante las vacaciones escolares, su padre le dio capital para iniciar su propio emprendimiento.
A medida que su negocio crecía, comenzó a comprar y vender terrenos y propiedades. En 2009, constituyó  Ham Enterprises (U) Ltd y avanzó hacia la construcción y propiedad de bienes inmuebles comerciales. En 2010, Kiggundu inició la construcción de Ham Towers, su primera torre comercial en el suburbio de Makerere, en la ciudad de Kampala.
Según Billionaires.Africa, tras dominar los detalles del negocio inmobiliario comercial en su primer proyecto, Kiggundu pudo avanzar más rápidamente y, en un plazo de 18 meses, había construido su segunda propiedad, el Ham Shopping Mall. Con los ingresos por alquiler combinados de ambas propiedades, logró fácilmente obtener más financiación de los bancos, gracias a su razonable nivel de garantías.
Para 2021, Hamis Kiggundu había diversificado sus inversiones hacia múltiples sectores, incluyendo bienes raíces, finanzas, banca, tecnologías de la información, redes sociales e industrialización a gran escala, con todos sus negocios gestionados a través del Grupo de Empresas Ham.
Según el informe de Forbes sobre Uganda, publicado por Penresa, Kiggundu inició un proyecto valorado en 156 millones de dólares en la Región Central de Uganda, donde estableció una planta piloto de Agroindustria Integrada Avanzada (IAIP) en Akright City, con el objetivo de añadir valor a la producción agrícola de Uganda.

### Réplica de laCasa Blancaen Uganda

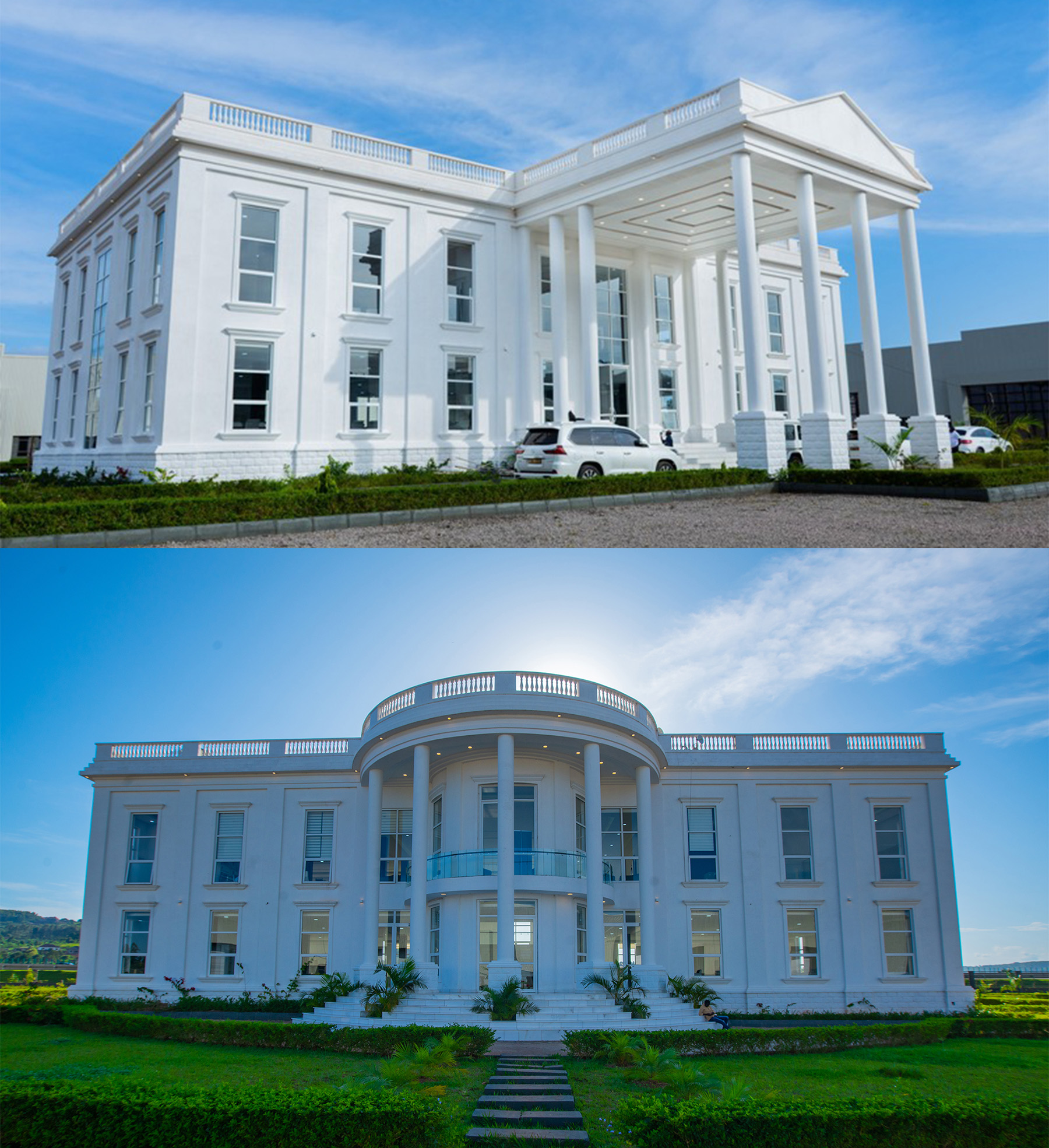
Réplica de la Casa Blanca de Kiggundu en Uganda

Kiggundu construyó una réplica de la Casa Blanca en Akright City, Entebbe, que sirve como sede de Ham Integrated Agro Processing Industries. En una entrevista de 2023 con Wode Maya, afirmó que el proyecto buscaba inspirar la ambición local y destacar las oportunidades dentro de África.

## Filantropía
En 2017, Kiggundu, a través de la Asociación de Comerciantes Generales de Kampala, donó 100 millones de chelines ugandeses (Ugx) para apoyar a los vendedores desplazados por la demolición del mercado de Nakivubo Park Yard. Los fondos tenían como objetivo ayudar a los comerciantes a reconstruir sus negocios. También ofreció un período de gracia de seis meses sin pagar alquiler a los vendedores reubicados en su Ham Shopping Ground, enfatizando su compromiso con el apoyo a los pequeños comerciantes, la promoción de inversiones inteligentes y el fomento de la resiliencia económica en la comunidad.
En abril de 2020, Kiggundu donó ayuda alimentaria a la fuerza operativa contra la COVID-19 en Uganda. También donó alimentos a más de 100 periodistas ugandeses a través de la Asociación de Periodistas de Uganda, aunque fue criticado por entregar dinero en efectivo a algunos periodistas.
En julio de 2021, Kiggundu donó al Gobierno de Uganda un total de 530 millones de chelines ugandeses para ayudar en la compra de vacunas contra el COVID-19, y además instó a otros ciudadanos y empresas a unirse en la causa de salvar vidas como forma de retribución a la comunidad ugandesa.
En enero de 2024, Hamis contribuyó al embellecimiento urbano donando 100,000 palmas reales a la Autoridad de la Ciudad Capital de Kampala (KCCA). Para garantizar una siembra exitosa, desplegó un equipo de su personal para asistir a la KCCA en la plantación de estos árboles a lo largo de las calles de Kampala. Esta iniciativa fue parte de una campaña más amplia de reverdecimiento, destacando el compromiso de Kiggundu con una ciudad más limpia, verde y estéticamente agradable.

## Premios y reconocimientos
En 2018, Kiggundu recibió un premio en reconocimiento a su libro Éxito y fracaso basado en la razón y la realidad. Fue nominado como mejor libro del año en la categoría de Motivación Empresarial en un evento organizado por el Book Forum of Uganda en Kampala.
En 2023, Hamis Kiggundu fue galardonado con el premio Emprendedor del Renacimiento Africano y del Desarrollo Icónico por los Premios Globales de la Pirámide Panafricana, en reconocimiento a sus importantes contribuciones al desarrollo económico de África y sus influyentes esfuerzos empresariales en el continente.
En febrero de 2024, Hamis Kiggundu recibió el Premio Especial de Reconocimiento Presidencial por parte del Ministerio de KCCA y Asuntos Metropolitanos. Este galardón, entregado por la Presidencia de Uganda, honró su servicio dedicado y sus contribuciones significativas al desarrollo social y económico de Kampala, particularmente en beneficio de las comunidades desfavorecidas.
En junio de 2024, Hamis recibió un Doctorado Profesional en Liderazgo y Gestión Global por parte de la European International University. Este reconocimiento celebró su dedicación, arduo trabajo y sus importantes contribuciones a los sectores social, económico y corporativo, así como sus esfuerzos por expandir su organización a nivel internacional. 